# Conseiller socio-éducatif
Conseiller socio-éducatif est un grade de la fonction publique territoriale de catégorie A donnant accès aux métiers associés à l'élaboration de projets thérapeutiques, éducatifs ou pédagogiques mis en œuvre dans les services des collectivités territoriales ou des établissements publics qui en dépendent. Ils se doivent d'encadrer des personnels sociaux et éducatifs, et ont également la possibilité de diriger un établissement d'accueil et d'hébergement pour personnes âgées,. Ils se chargent, avec des équipes soignantes et éducatives, de l'éducation et de l'encadrement d'enfants, adolescents ou adultes physiquement ou psychologiquement handicapés inaptes ou en difficulté d'adaptation.  hebdomadaire La Gazette des communes, « ils définissent les orientations relatives à la collaboration avec les familles et les institutions. » Avec ce métier nous pouvons évoluer de conseiller socio-éducatif puis en conseiller supérieur socio-éducatif.
Équivalence Du diplôme:
Les candidats au concours  qui ne possèdent pas les diplômes requis peuvent être autorisés à s'inscrire au concours à condition de justifier ses qualifications au moins équivalentes et relevant du domaine d'activité à laquelle le concours donne accès (Filière Socio-Médicale de catégorie A).
Les diplômes équivalents à celui normalement requis  :
- Un autre diplôme ou titre de formation français ou européen
- Ou un autre diplôme ou titre étranger non européen de niveau comparable
- Ou une attestation prouvant la réussite à un cycle d'études de même niveau et durée que celui du diplôme requis
- Ou une attestation dans un cycle de formation dont la condition normale d'accès est un titre ou diplôme au moins de même niveau que le diplôme requis pour     l'inscription au concours
- Ou une expérience professionnelle (activité salariée ou non), d'une durée (continue ou discontinue) cumulée de trois ans à temps plein dans l'exercice d'une profession comparable par sa nature et son niveau à celle de la profession à laquelle le concours donne accès.

Pour être autorisé à passer le concours, le candidat devra avant le délai des inscriptions avoir déposé une demande d'équivalence de diplôme auprès de la commission adéquate mais aussi disposer au plus tard, le jour de la première épreuve du concours, de la décision favorable de la commission. Autrement, il devra attendre la session suivante de concours pour y participer.

## Métiers et conditions d'admission
Le grade de conseiller socio-éducatif ouvrent aux métiers suivants :  
- Responsable de l'emploi et de la formation professionnelle
- Coordonnateur emploi-formation-insertion
- Directeur Enfance Jeunesse Éducation
- Directeur d'équipement socioculturel
- Directeur de l'action sociale
- Responsable d'établissement social ou médico-social
- Responsable de l'aide sociale à l'enfance
- Responsable d'unité territoriale d'action sociale
- Directeur ou responsable de service d'aide à domicile
- Conseiller d'action sociale

Le décret définissant le gradestipule que : "Le concours est ouvert aux candidats titulaires des diplômes ou titres requis pour être recrutés dans les cadres d’emplois ou corps des assistants socio-éducatifs, des éducateurs de
jeunes enfants, des assistants de service social, des conseillers en économie sociale et familiale et des
éducateurs techniques spécialisés." Le texte ajoute une nouvelle condition : les candidats doivent posséder le CAFERUIS (Certificat d'aptitude aux fonctions de responsable d'unité d'intervention sociale) ou titre équivalent.
Un nouveau grade de conseiller supérieur socio-éducatif a été également créé, l'échelonnement indiciaire a été bonifié.

## Salaires
| Échelon | Durée de l'échelon |     |     | Traitement brut mensuel |
| 13ème   | -                  | 725 | 600 | 2 811,62 €              |
| 12ème   | 36 mois            | 695 | 577 | 2 703,84 €              |
| 11ème   | 30 mois            | 669 | 558 | 2 614,80 €              |
| 10ème   | 30 mois            | 641 | 536 | 2 511,71 €              |
| 9ème    | 30 mois            | 615 | 516 | 2 417,99 €              |
| 8ème    | 30 mois            | 588 | 496 | 2 324,27 €              |
| 7ème    | 24 mois            | 559 | 474 | 2 221,18 €              |
| 6ème    | 24 mois            | 529 | 453 | 2 122,77 €              |
| 5ème    | 24 mois            | 501 | 432 | 2 024,36 €              |
| 4ème    | 24 mois            | 477 | 415 | 1 944,70 €              |
| 3ème    | 24 mois            | 451 | 396 | 1 855,67 €              |
| 2ème    | 24 mois            | 430 | 380 | 1 780,69 €              |
| 1er     | 12 mois            | 413 | 369 | 1 729,14 €              |